# تيدي بيل
تيدي بيل (بالألمانية: Teddy Bill)‏ (و. 1900 – 1949 م) هو ممثل كوميدي، وممثل أفلام نمساوي، ولد في فيينا، توفي في فيينا، عن عمر يناهز 49 عاماً.

## وصلات خارجية
- تيدي بيل على موقع IMDb (الإنجليزية)
- تيدي بيل على موقع قاعدة بيانات الفيلم (الإنجليزية)
- تيدي بيل على موقع كينوبويسك (الروسية)
- تيدي بيل في قاعدة بيانات الأفلام على الإنترنت